# Udo Wolf

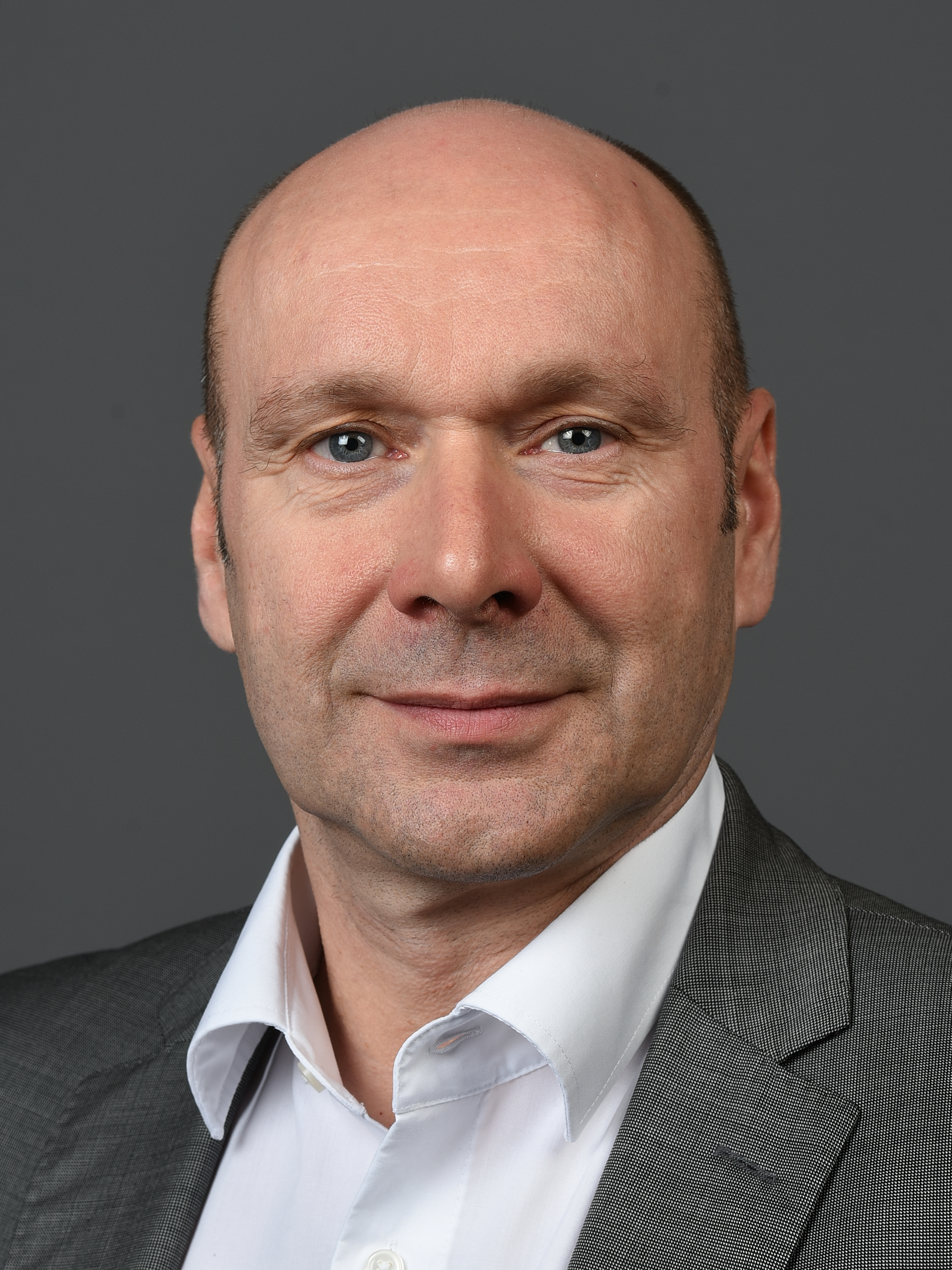
Udo Wolf, 2017

Udo Wolf (* 27. Juli 1962 in Frankfurt am Main) ist ein deutscher Politiker (parteilos, bis 2024 Die Linke). Er war von 2001 bis 2021 Mitglied des Abgeordnetenhauses von Berlin und war von 2009 bis 2020 Fraktionsvorsitzender seiner Fraktion.

## Leben und Beruf
Nach dem Abitur 1981 studierte Wolf Politikwissenschaft an der Freien Universität Berlin. Von 1990 bis 1991 war er Mitarbeiter in der Bundesgeschäftsstelle der Bündnisgrünen. 1991 bis 1992 war er Mitarbeiter der Bundestagsabgeordneten Jutta Braband (als Mitglied der Vereinigten Linken auf der Offenen Liste der PDS), 1993 bis 1994 Mitarbeiter von Gregor Gysi. Danach war er bis 2001 Regionalbüromitarbeiter der PDS im Bundestag. Er ist aktives Mitglied der Gewerkschaft ver.di. Udo Wolf ist der jüngere Bruder des früheren Berliner Wirtschaftssenators Harald Wolf.

## Partei
Wolf war von 1981 bis 1986 Mitglied der Gruppe Internationaler Marxisten (GIM), von 1984 bis 1990 Mitglied der Alternativen Liste Berlin (AL). Seit 1993 war er Mitglied der PDS; seit 2007 Mitglied der Partei Die Linke. Für den Berliner Landesverband seiner Partei war er von 1995 bis 2007 im Landesvorstand sowie von 1997 bis 2003 und von 2005 bis 2007 stellvertretender Landesvorsitzender. Nach einem Eklat um die Formulierung eines Antrags „Gegen jeden Antisemitismus“ beim Berliner Landesparteitag am 11. Oktober 2024 erklärte Udo Wolf am 15. Oktober 2024 seinen Austritt aus der Partei.

## Abgeordneter
Von 2001 bis 2021 war Wolf Mitglied des Berliner Abgeordnetenhauses. Er war stellvertretender Fraktionsvorsitzender und Mitglied in den Ausschüssen für Inneres, Sicherheit und Ordnung, für Integration, Arbeit und Soziales sowie im Verfassungsausschuss. Ab Oktober 2009 war er Fraktionsvorsitzender (ab dem 11. Oktober 2016 in einer Doppelspitze zusammen mit Carola Bluhm). Diesen Fraktionsvorsitz legte er im Sommer 2020 gemeinsam mit Carola Bluhm nieder. Bei der Abgeordnetenhauswahl 2021 kandidierte er nicht erneut. Bei der Bundestagswahl 2021 kandidierte er erfolglos im Bundestagswahlkreis Berlin-Pankow und auf Landeslistenplatz vier seiner Partei.